# Phenacoccus incomptus
Phenacoccus incomptus är en insektsart som beskrevs av Mckenzie 1964. Phenacoccus incomptus ingår i släktet Phenacoccus och familjen ullsköldlöss. Inga underarter finns listade i Catalogue of Life.